# Aleksandr Țurcan
Aleksandr Ivanovici Țurcan (în rusă Алекса́ндр Ива́нович Цурка́н, n. 2 ianuarie 1960, Orehovo-Zuevo, RSFS Rusă, URSS) este un actor de teatru și film rus. 

## Biografie
Aleksandr Țurcan s-a născut la 2 ianuarie 1960 în orașul Oreahovo-Zuevo, regiunea Moscova. Tatăl său era originar din Iași (România) și a fost maestru al sportului la box. Mama sa a fost pedagog la Facultatea de Biochimie a Institutului Pedagogic din Oreahovo-Zuevo. Aleksandr a practicat gimnastica sportivă timp de 10 ani.
În 1977 a absolvit școala medie nr. 4 și a fost admis la Institutul Auto de Stat din Moscova⁠(d), la facultatea de „Construcție și exploatare a aerodromurilor”. În 1982, după absolvire, a plecat voluntar în Siberia, în localitatea Kijma din regiunea Krasnoiarsk, pe râul Angara, unde a lucrat ca inginer în serviciul aerodromului. În 1984 a devenit adjunct al comandantului escadrilei aviatice unite din Vanavara pentru construcția și exploatarea instalațiilor terestre.
În 1987 s-a întors în Orehovo-Zuevo, unde a lucrat ca montator la calea ferată și paznic la o unitate de pompieri. În acea perioadă, și-a pregătit programul pentru admiterea la studioul de teatru al Teatrului pe Taganka și, în 1990, a fost admis la cursul lui Iuri Liubimov la Școala Superioară de Teatru „B. V. Șciukin”. A interpretat roluri în piese precum Maestrul și Margareta (Ivan Bezdomnîi), Moscova – Petușki (Veniamin Erofeev), Frații Karamazov (Mitea Karamazov), Marat și marchizul de Sade (Jean-Paul Marat), Vladimir Vîsoțki (poezii, vocal), Șarașka (Rusia Doronin), Cinci povestiri de Babel (Vasili Konkin), Cei căzuți și cei vii (rolul poeților Kulcițki și Gudzenko), Jivago (Sîsoi), Adolescentul (Vasin, Andreev), Tartuffe (ofițer), Cel viu (polițist), Evgheni Oneghin.
A participat la festivaluri internaționale de teatru în orașe precum Sankt Petersburg (Rusia), Ludwigsburg (Germania), Plzeň (Cehia), Bogota (Columbia), Shizuoka (Japonia), Avignon (Franța), New Haven (SUA), Tampere (Finlanda). În 2001 a obținut Marele Premiu al Festivalului Internațional de Teatru „Casa Balticii” pentru spectacolul Marat – marchizul de Sade (Sankt Petersburg). A părăsit trupa Teatrului pe Taganka în toamna anului 2001.
Are cinci copii: o fiică, Iulia, și patru fii – Kirill, Ivan, Aleksandr și Andrei. În 2022, a semnat o scrisoare de susținere a invaziei ruse în Ucraina.